# Hannelore Riedel
Hannelore Riedel, geborene Schmiedel, (* 13. März 1937) ist eine ehemalige Skirennläufer in der DDR.
Zwischen 1956 und 1963 gewann sie in allen damals gefahrenen Disziplinen in Summe mindestens 19 Titel bei DDR-Meisterschaften im alpinen Rennsport. Sie startete im Laufe ihrer Karriere für den SC Traktor Oberwiesenthal, Dynamo Johanngeorgenstadt und Dynamo Oberwiesenthal. 
Zusammen mit ihrem Ehemann Eberhard, ebenfalls ehemaliger Skirennläufer, lebt sie in Oberwiesenthal. Sie haben zwei erwachsene Söhne.